# Bonny-sur-Loire
Bonny-sur-Loire je francouzská obec v departementu Loiret v regionu Centre-Val de Loire. V roce 2010 zde žilo 2 049 obyvatel.

## Vývoj počtu obyvatel
Počet obyvatel